# NGC 3570
NGC 3570 est une vaste et lointaine galaxie lenticulaire située dans la constellation du Lion. NGC 3570 a été découverte par l'astronome français Édouard Stephan en 1877.

## Caractéristiques
Sa vitesse par rapport au fond diffus cosmologique est de 10 797 ± 22 km/s, ce qui correspond à une distance de Hubble de 159 ± 11 Mpc (∼519 millions d'al).
À ce jour, deux mesures non basées sur le décalage vers le rouge (redshift) donnent une distance de 167,500 ± 17,678 Mpc (∼546 millions d'al), ce qui est à l'intérieur des valeurs de la distance de Hubble.